# Анастас Анастасов (офицер)
Анастас Пенчев Анастасов е български офицер, генерал-майор от пехотата, участник в Балканската (1912 – 1913) и Междусъюзническата война (1913), командир на рота от 29-и пехотен ямболски полк през Първата световна война (1915 – 1918), командир на 29-и пехотен ямболски полк (1928), на 11-и пехотен сливенски полк (1934) и началник на 5-а пехотна дунавска дивизия (1935).

## Биография
Анастас Анастасов е роден на 21 април 1886 г. в Сливен, Княжество България. Завършва Военното на Негово Княжеско Височество училище, на 17 февруари 1908 г. е произведен в чин подпоручик, а от 19 февруари 1911 г. е поручик. Служи в 32-ри пехотен загорски полк. Взема участие в Балканската (1912 – 1913) и Междусъюзническата война (1913), след които на 18 май 1914 г. е произведен в чин капитан.
По време на Първата световна война (1915 – 1918) капитан Анастас Анастасов служи командир на рота от 29-и пехотен ямболски полк, за която служба съгласно заповед № 679 от 1917 г. по Действащата армия е награден с Военен орден „За храброст“, IV степен, 1 клас., след което е командир на рота от 1-ви планински полк, за която служба съгласно заповед № 355 от 1921 г. по Министерството на войната е награден с Народен орден „За военна заслуга“, V степен с военно отличие.
След войната на 1 април 1919 г. е произведен в чин майор. През 1920 г. е назначен на служба в 65-и пехотен полк, а през 1921 г. в 3-ти пехотен бдински полк, на 6 май 1923 г. е произведен в чин подполковник, а от следващата година е началник на Сливенското бюро. По-късно служи в 37-и пехотен пирински полк, а от 1927 г. е командир на интендантската дружина на 3-та пехотна балканска дивизия. През 1928 г. е назначен за интендант на 3-та пехотна балканска дивизия, а по-късно същата година поема командването на 29-и пехотен ямболски полк, като на 3 септември същата година е произведен в чин полковник.
През 1934 г. полковник Анастасов е приведен към канцеларията на Военното министерство и по-късно същата година поема командването на 11-и пехотен сливенски полк. През 1935 г. е назначен за началник на 5-а пехотна дунавска дивизия. На 16 октомври е произведен в чин генерал-майор и същата година е уволнен от служба.

## Семейство
Генерал-майор Анастас Анастасов е женен има 2 деца.

## Военни звания
- Подпоручик (17 февруари 1908)
- Поручик (19 февруари 1911)
- Капитан (18 май 1914)
- Майор (1 април 1919)
- Подполковник (6 май 1923)
- Полковник (3 септември 1928)
- Генерал-майор (16 октомври 1935)

## Образование
- Военно на Негово Княжеско Височество училище (до 1908)

## Награди
- Военен орден „За храброст“, IV степен, 1 клас (1917)
- Народен орден „За военна заслуга“, V степен с военно отличие (1921)